# JS-16

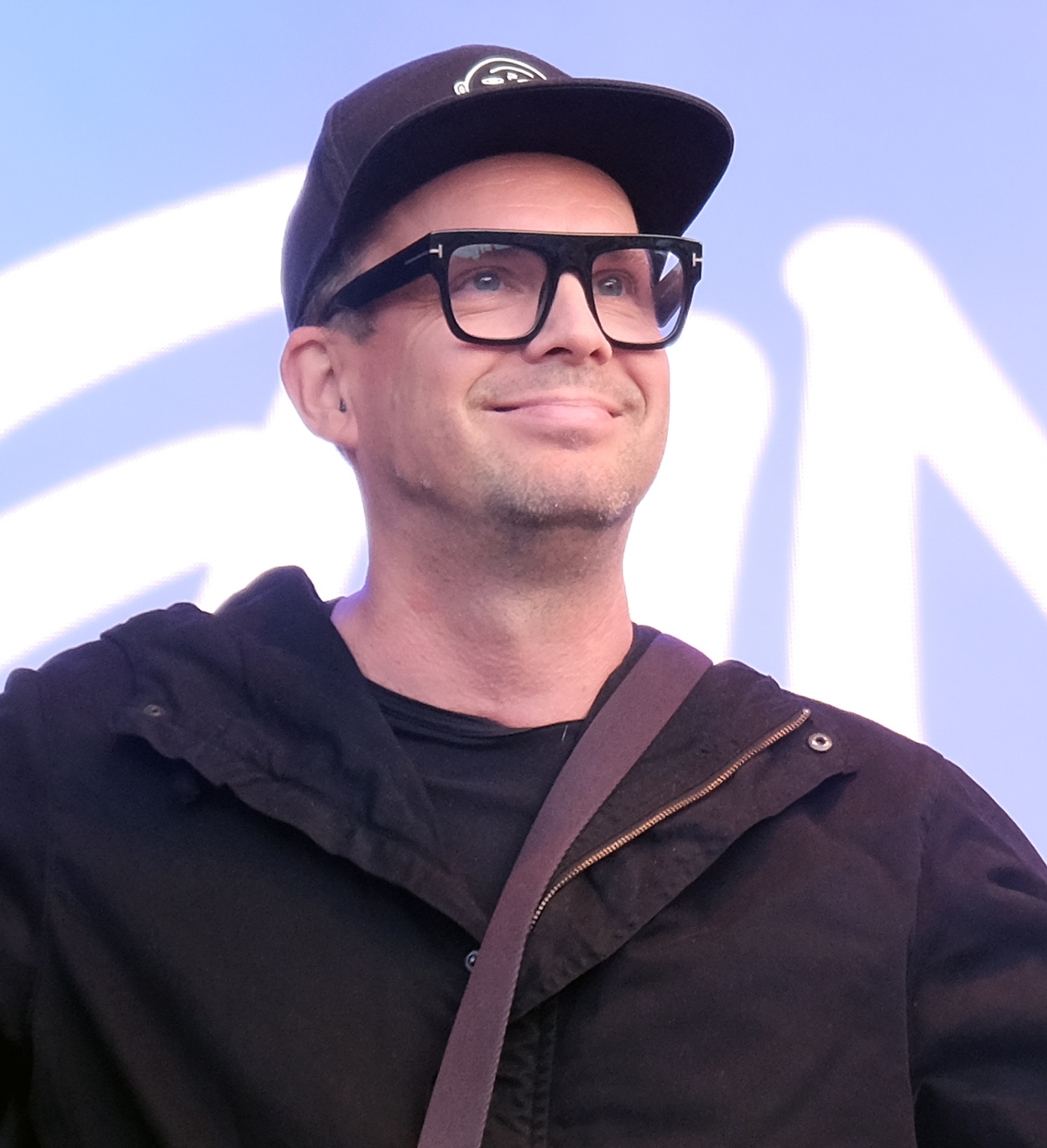
JS-16, 2022

JS-16 (* 13. Januar 1975 als Jaakko Sakari Salovaara in Finnland) ist ein finnischer Songwriter, DJ und Musikproduzent. Ihm gehört das Musiklabel 16 inch records.

## Leben
Jaakko Salovaara wurde am 13. Januar 1975 geboren und veröffentlichte mit 16 Jahren sein erstes Album Hypnosynthesis. Er wurde am Turkuer Konservatorium ausgebildet und spielte ein Jahr lang als Cellist im Turkuer Sinfonieorchester.
Später veröffentlichte er das Album Stomping System, wovon die Single Stomping System Platz #6 in den UK Club Charts schaffte.
Er verhalf vielen Bands zum Durchbruch, wie den Bomfunk MC’s mit dem europäischen Hit Freestyler (2000), der in 11 Ländern Platz #1 schaffte. 2002 produzierte er einen JS16 Remix und JS16 Dub von Britney Spears Hit-Single Overprotected.
Er produziert heute zusammen mit der Band Mighty 44 Lieder und ist außerdem Mitglied der Dallas Superstars.

## Diskografie

### Alben
| Jahr | Titel           | Höchstplatzierung, Gesamtwochen, AuszeichnungChartsChartplatzierungen (Jahr, Titel, Platzierungen, Wochen, Auszeichnungen, Anmerkungen) | Anmerkungen         |
| Jahr | Titel           | FI | Anmerkungen         |
| ---- | --------------- | --- | ------------------- |
| 1998 | Stomping System | FI34 (1 Wo.)FI | Blue Bubble Records |
| 2000 | InTheMix        | FI13 (9 Wo.)FI | BMG Finland         |

### Singles
| Jahr | Titel Album                          | Höchstplatzierung, Gesamtwochen, AuszeichnungChartsChartplatzierungen (Jahr, Titel, Album, Platzierungen, Wochen, Auszeichnungen, Anmerkungen) | Anmerkungen          |
| Jahr | Titel Album                          | FI | Anmerkungen          |
| ---- | ------------------------------------ | --- | -------------------- |
| 1998 | Stomp to My Beat Stomping System     | FI10 (3 Wo.)FI | Playland Records     |
| 1998 | Love Supreme Stomping System         | FI10 (2 Wo.)FI | Duty Free Recordings |
| 2000 | Love Supreme – The US Mixes InTheMix | FI15 (2 Wo.)FI |                      |
| 2007 | Rosegarden nur Single                | FI2 (4 Wo.)FI | 16 Inch Records      |
| 2008 | Lights Go Wild nur Single            | FI12 (1 Wo.)FI | 16 Inch Records      |

weitere Singles
- 1991: Hypnosynthesis (12’’)
- 1992: Untitled feat. ML (12’’)
- 2012: Orkidea & JS16: Hale Bopp (Solaris Recordings)

Gastbeiträge
- 2009: Ola: Play Me (Download-Single, RCA Records)
- 2011: Pandora: You Woke My Heart (AXR Music)